# Basílio Mosso Ramos
Basílio Mosso Ramos, né le 17 janvier 1952 sur l'île de Sal (Cap-Vert), est un homme politique cap-verdien, député et ancien ministre de la Santé.
Succédant à Aristides Raimundo Lima, il est le cinquième président de l'Assemblée nationale du Cap-Vert et exerce cette fonction de 2011 à 2016, date à laquelle son parti perd la majorité à l’issue des élections législatives.